# Filipijnse rupsvogel
De Filipijnse rupsvogel (Edolisoma mindanense synoniem: Coracina mindanensis) is een rupsvogel die endemisch is op de Filipijnen.

## Kenmerken
De Filipijnse rupsvogel wordt inclusief staart 23 centimeter. Het is een overwegend grijze vogel. Het mannetje heeft een zwart voorhoofd, oorstreek, keel en bovenste stuk van de borst. De handpennen van de vleugels zijn zwart, de armpennen zwart met een grijze randen de staart is grijs en wordt naar de randen toe donkerder tot zwart, met een heel smalle lichtgrijze rand. Verder is het mannetje blauwachtig grijs. Het vrouwtje mist het zwarte 'gezicht' en is op de buik en borst veel lichter grijs en heeft ook een lichtgrijze stuit. De snavel en de poten zijn zwart en het oog is donkerbruin. De soort werd vroeger met E. morio (Müllers rupsvogel) tot dezelfde soort gerekend.

## Verspreiding en leefgebied
De Filipijnse rupsvogel komt voor in een groot deel van de Filipijnen. Deze vogel leeft nogal verborgen in de boomkronen van primair of secondair tropisch bos, meestal onder de 1000 m boven zeeniveau. Er zijn vijf ondersoorten:
- E. m. lecroyae: Luzon.
- E. m. elusum: Mindoro.
- E. m. ripleyi: de oostelijk-centrale Filipijnen.
- E. m. mindanense: Mindanao en Basilan.
- E. m. everetti: de Sulu-eilanden.

## Status
De grootte van de populatie is in 2016 geschat op 1500-10.000 volwassen vogels en de aantallen nemen snel af. Uit vroegere waarnemingen blijkt dat de Filipijnse rupsvogel een grote voorkeur had voor laaglandbos dat nu op grote schaal is omgezet in landbouwgebied, oliepalmplantages, menselijke bewoning en productiebos voor de papierindustrie. Daarom staat de Filipijnse rupsvogel als kwetsbaar op de Rode Lijst van de IUCN.